# Brückeneinschwimmen

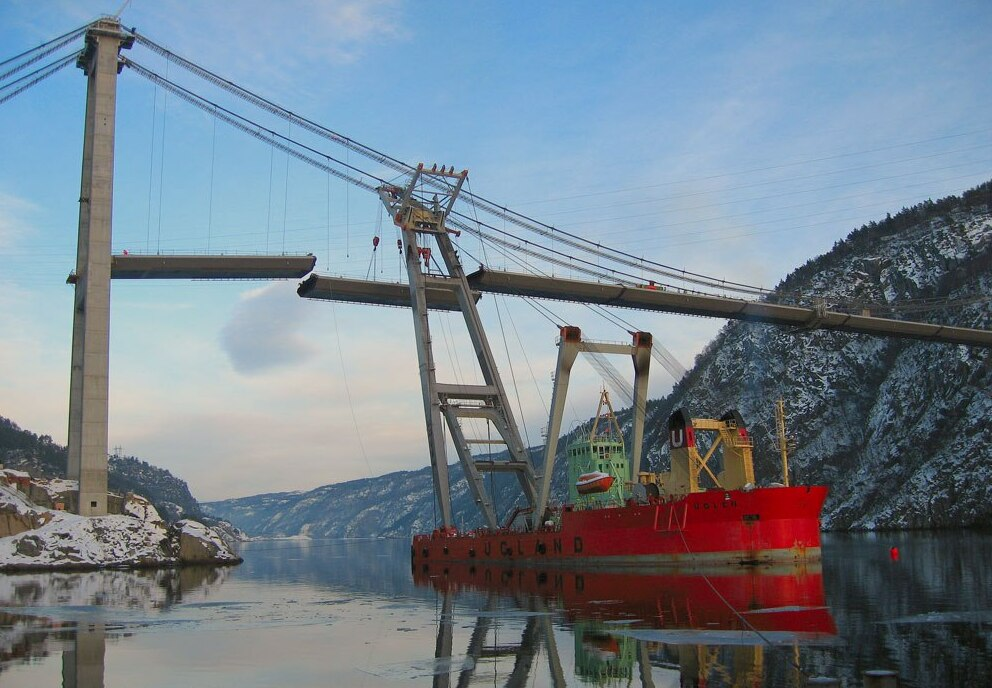
Einschwimmen eines Brückenteils mit Hilfe eines Schwimmkrans im Fedafjord, Norwegen

Mit Brückeneinschwimmen werden Bauverfahren im Brückenbau bezeichnet, bei denen Teile oder auch ganze Brückenabschnitte auf Pontons, Leichtern, Bargen oder Schwimmkränen oder gelegentlich auch mittels ihres eigenen Auftriebs schwimmend in ihre endgültige Lage gebracht werden.
Dem Brückeneinschwimmen liegt die alte Erkenntnis zugrunde, dass sich schwere und/oder große Lasten leichter schwimmend als zu Lande transportieren lassen, sofern dafür ein Kanal, ein Fluss oder ein Meeresarm zur Verfügung steht, der ausreichend tiefes Wasser, genügend Platz zum Manövrieren an den dafür vorgesehenen Stellen und Brückendurchfahrtshöhen hat, die das Passieren der ungewöhnlichen Last zulassen.

## Methoden
Brückensegmente oder auch ganze Bogentragwerke werden oft neben oder in der Nähe der Baustelle an Land gefertigt, anschließend auf einer Gleitbahn auf Pontons oder Leichter geschoben oder von einem Mobilkran dort abgesetzt und dann schwimmend in die richtige Position unter ihrer Einbaustelle gefahren. An der Einbaustelle werden sie entweder von auf den bereits ausgeführten Teilen der Brücke stehenden Kränen oder Litzenhebern oder von Schwimmkränen an ihre endgültige Position gehoben. Bei Schwimmkränen ist der ihren Einsatz limitierende Faktor heute oft weniger die Tragfähigkeit als das Ausmaß und der Tiefgang des Schwimmkrans.
Beim Einschwimmen vollständiger Bogentragwerke werden diese häufig auf Pontons mit Gerüsten geschoben, die schon die für die endgültige Brücke erforderliche Höhe haben. An der Einbaustelle müssen dann nur noch geringfügige Lageänderungen mit hydraulischen Pressen vorgenommen werden. Ganze Bogentragwerke werden gelegentlich auch nur mit ungefähr dem vorderen Drittel auf einen Ponton geschoben, während ein Vorschubwagen das andere Ende trägt und der Vorschubbewegung entsprechend folgt. Anschließend wird der Ponton auf dem Wasser zur Einbaustelle geschoben, während der Vorschubwagen die gleiche Strecke mit der gleichen Geschwindigkeit an Land zurücklegt. Die Steinheimer Mainbrücke, die Elbebrücke Tangermünde und die Dresdner Waldschlößchenbrücke wurden nach solch einem Verfahren eingeschwommen (vgl. Einschwimmen der Waldschlößchenbrücke).
Bei Hängebrücken über Wasserstraßen ist das Einschwimmen das übliche Verfahren: nachdem die Tragseile über die Pylone verlegt und mit Hängern versehen wurden, werden einzelne Sektionen der Fahrbahnträgers auf dem Wasser antransportiert, mit Schwimmkränen eingehoben und an den Hängern befestigt.
Gelegentlich werden die Konstruktionen auch schwimmfähig gemacht, indem die tragenden Hohlkästen luftdicht verschweißt werden, so dass sie selbst im Wasser zur Einbaustelle gezogen werden können. Ein Beispiel dafür ist die Innbrücke Neuötting. Die großen, in 65 m tiefem Wasser stehenden, hohlen Stahlbeton-Pylone der Rio-Andirrio-Brücke wurden an Land in Trockendocks vorgefertigt, schwimmend an ihre endgültige Position geschleppt, dort weiter aufbetoniert und schließlich abgesenkt.
Da das Anheben sehr großer Lasten früher schwierig war, bediente man sich dazu oft der Gezeiten, um die Brückenteile mit der Flut an die richtige Stelle zu heben und dort im Moment der einsetzenden Ebbe abzusetzen. Eine ähnliche Methode bestand darin, den Boden unter dem Brückenteil zu entfernen, so dass Pontons unter ihn geschoben werden konnten, die dann durch Abpumpen des als Ballast dienenden Wassers oder mit der nächsten Flut anstiegen und zur Einbaustelle gezogen werden konnten.

## Gründe für das Einschwimmen
Die Gründe für das Brückeneinschwimmen sind vielfältig.
Der häufigste Grund ist wohl, dass ein Einschwimmen unter den jeweiligen konkreten Umständen und bei der vorgesehenen Art der Brücke kostengünstiger ist als eine andere Methode, z. B. der Freivorbau oder das Taktschiebeverfahren.
Häufig darf die zu überbrückende Wasserstraße nur kurzfristig gesperrt oder behindert werden, so dass Hilfspfeiler im Fahrwasser für eine traditionelle Bauweise mit Lehrgerüsten oder sonstigen Montagegerüsten ausscheiden.
Oft ist es die einfachste, wenn nicht die einzig mögliche Methode, auf der Brückenbaustelle an Land vorgefertigte Teile oder Abschnitte des Stromfeldes an die endgültige Position zu bringen. So steht die Hängebrücke über den Fedafjord in Norwegen zwischen zwei steilen Berghängen und ist auf der Straße nur durch die beidseitigen Tunnel zu erreichen.
Gelegentlich, insbesondere bei innerstädtischen Brücken wie der Pont de Choisy, ist kein Platz für eine Baustelleneinrichtung neben der Brücke vorhanden, so dass die Strombrücke ganz oder in großen Teilen auf einer mehr oder weniger entfernten Baustelle vorgefertigt und anschließend eingeschwommen werden muss.
Manchmal, z. B. bei Brücken in Meeresarmen, gibt es um die Brücke herum nur Wasser, so dass das Einschwimmen die einzige Möglichkeit überhaupt ist.
Bei Stahlbrücken ist es häufig am einfachsten und kostengünstigsten, große Teile der Brücke in einem weit entfernten Stahlbaubetrieb, von Wind und Wetter geschützt, vorzufertigen und anschließend zur Brückenbaustelle zu verschiffen. So wurde die von Santiago Calatrava entworfene Samuel Beckett Bridge in Rotterdam hergestellt, auf einem Ponton nach Dublin geschleppt und dort auf ihr drehbares Lager gesetzt. Das stählerne Brückendeck der Pont Jacques Chaban-Delmas in Bordeaux wurde in einem Stahlbaubetrieb am nördlichen Ende der Adria, in fünf Abschnitte unterteilt, einbaufertig hergestellt, die auf Leichtern durch die Adria, das westliche Mittelmeer und die Straße von Gibraltar, an Portugal vorbei und über die Biskaya in die Garonne zur Baustelle geschleppt und dort mit Hilfe der Ebbe an ihre endgültigen Positionen abgesetzt wurden. Auch das 120 m lange und 2400 t wiegende Mittelstück der Anfang 2017 noch im Bau befindlichen Puente Mercosur über den Orinoco soll auf einem Ponton den Strom hinaufgeschleppt und eingeschwommen werden.
Bei Betonbrücken mit zahlreichen, weitgehend gleichen Bauteilen ist es oft am schnellsten und wirtschaftlichsten, in unmittelbarer Nachbarschaft ein Fertigteilwerk zur rationellen Produktion dieser Teile einzurichten und sie später an ihren Platz einzuschwimmen. So wurden die weitgehend baugleichen Träger von Freyssinets 5 Marnebrücken an einem Platz gefertigt und zu den Brückenbaustellen eingeschwommen. Eugène Freyssinet entwickelte später auch den Bau von Stahlbeton-Hohlkastenbrücken aus an Land vorgefertigten Segmenten, die häufig eingeschwommen werden. Ein weiteres Beispiel ist die von Riccardo Morandi entworfene, über 8 km lange General-Rafael-Urdaneta-Brücke über den Maracaibo-See in Venezuela, deren große Zahl an baugleichen Betonträgern in einem Fertigteilwerk neben der Brücke hergestellt und anschließend eingeschwommen wurden.

## Beispiele mit Einschwimmzeit

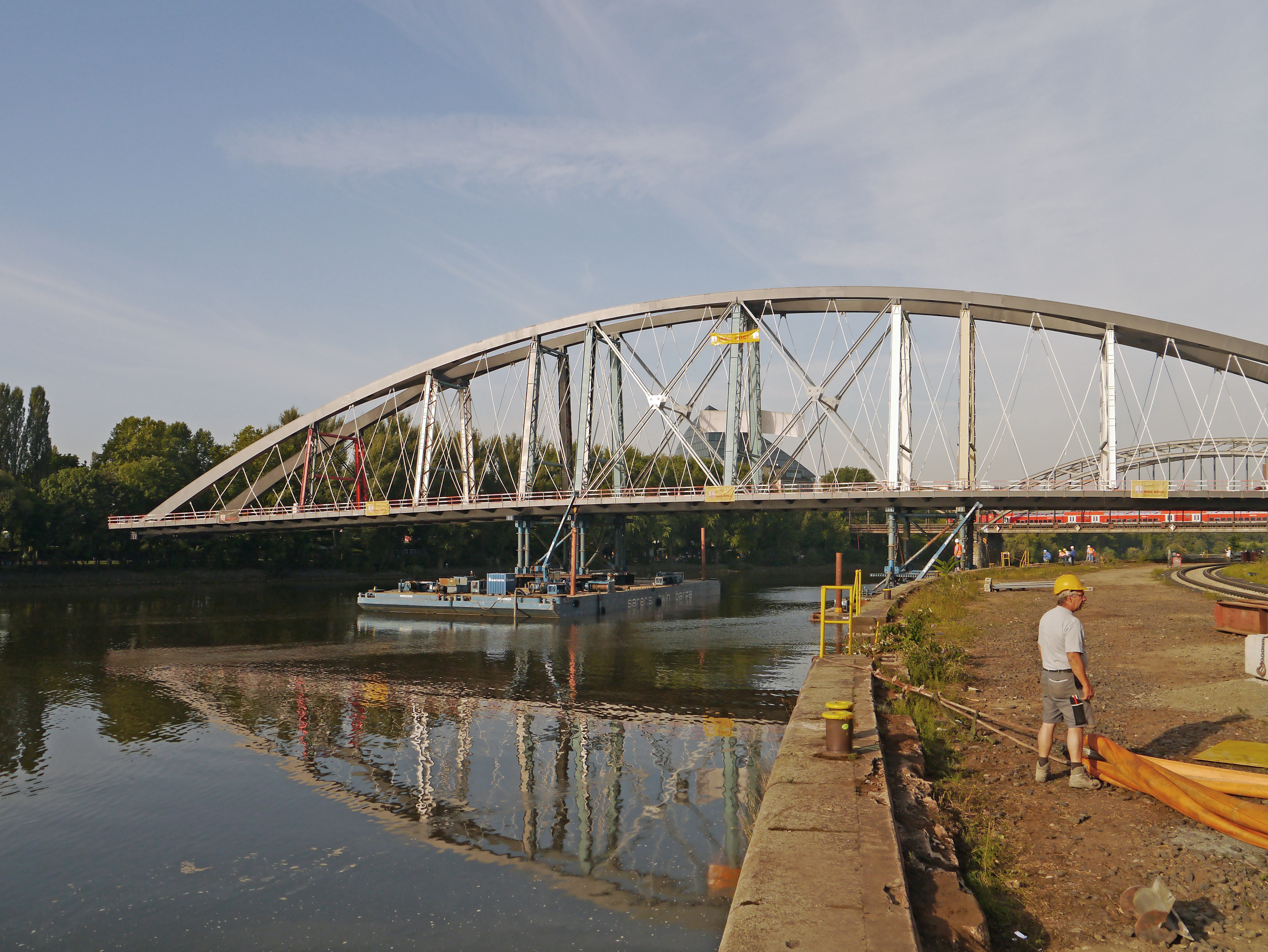
Einschwimmen der Osthafenbrücke, 23. August 2012

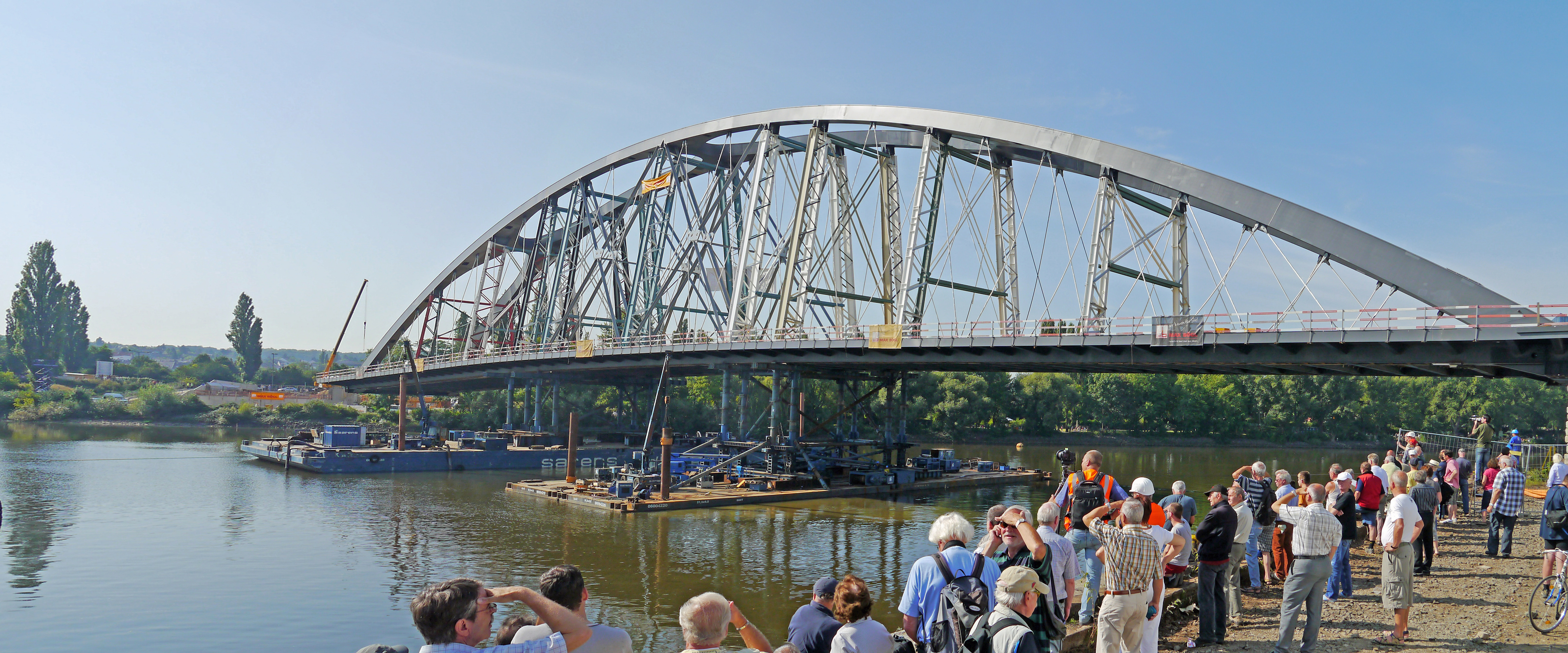
Einschwimmen der Osthafenbrücke, 23. August 2012

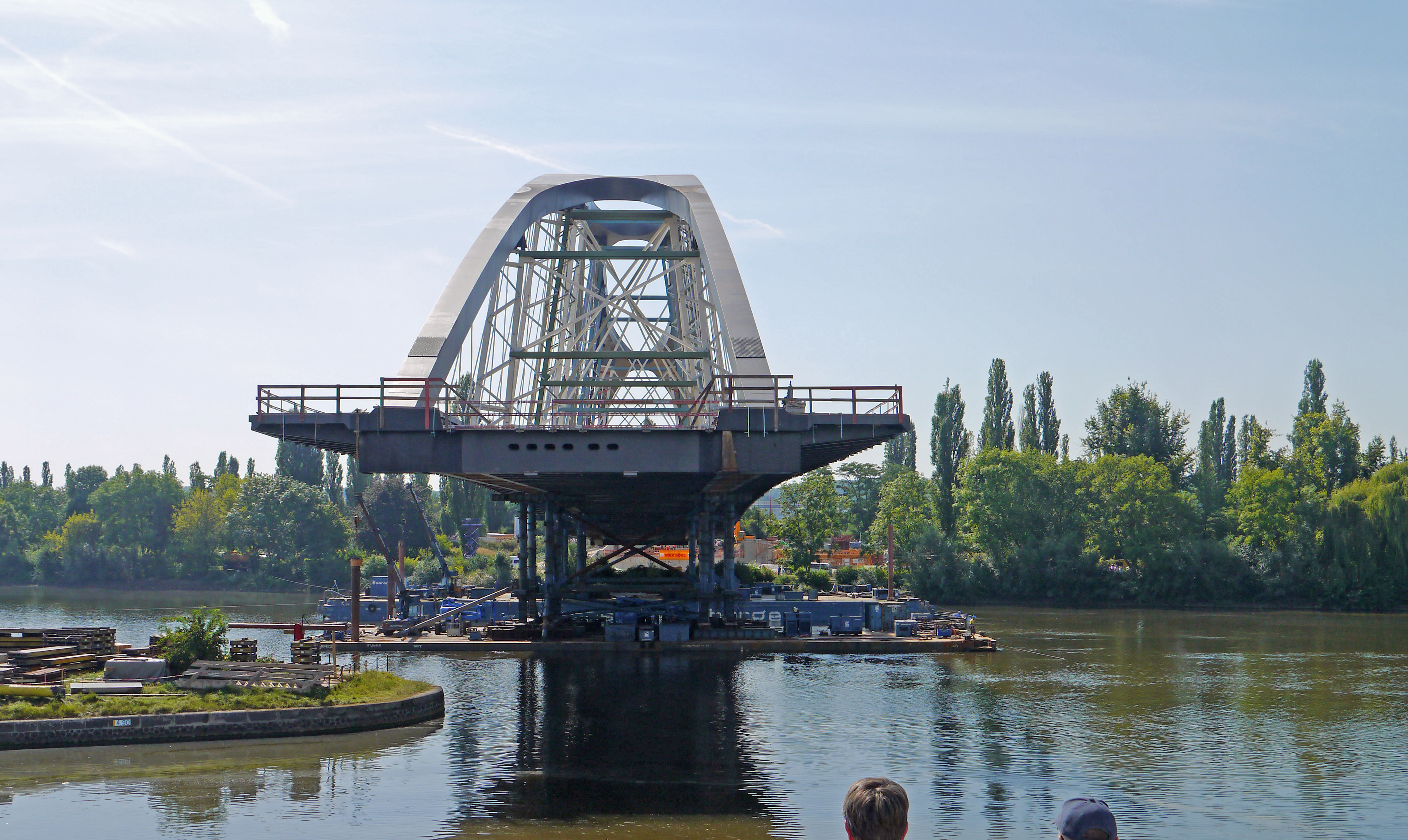
Einschwimmen der Osthafenbrücke, 23. August 2012

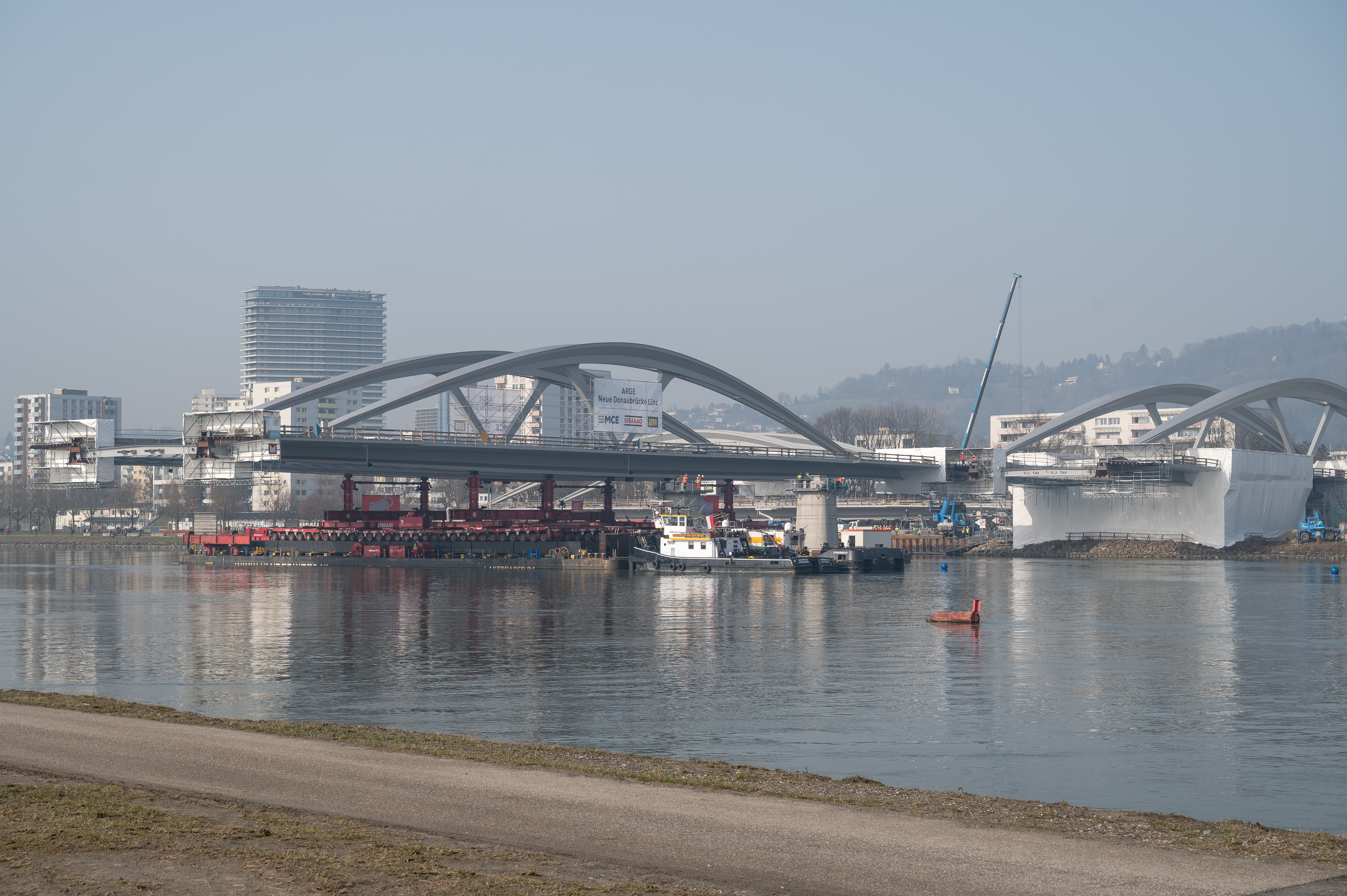
Einschwimmen des Tragwerkteils P2, Donaubrücke Linz, 24. Februar 2021

| Brücke                                                      | Fertigstellung | Einschwimmen               | Dauer (Tage) | Bemerkungen                                       |
| ----------------------------------------------------------- | -------------- | -------------------------- | ------------ | ------------------------------------------------- |
| Freyssinets 5 Marnebrücken                                  | 1951           |                            |              | Zentraler Bauplatz für die Träger aller 5 Brücken |
| Strelasundquerung                                           | 1961           | 20.–23. April 1961         | 4            |                                                   |
| General-Rafael-Urdaneta-Brücke                              | 1962           |                            |              | Fertigteilwerk für über 5 km lange Brücke         |
| Zeelandbrug                                                 | 1965           |                            |              | Fertigteilwerk für über 5 km lange Brücke         |
| Pont de Choisy                                              | 1965           |                            |              | Fertigteilwerk außerhalb der Innenstadt           |
| Donaubrücke Schwabelweis                                    | 1981           |                            |              |                                                   |
| Lessingbrücke                                               | 1983           |                            |              |                                                   |
| Steinheimer Mainbrücke                                      | 1995           |                            |              |                                                   |
| Kronprinzenbrücke                                           | 1996           |                            |              |                                                   |
| Öresundbrücke                                               | 1999           | 14. September 1999         | 1            |                                                   |
| Innbrücke Neuötting                                         | 2000           |                            |              | Mit eigenem Auftrieb eingeschwommen               |
| Elbebrücke Wittenberg                                       | 2000           |                            |              |                                                   |
| Elbebrücke Tangermünde                                      | 2001           |                            |              |                                                   |
| Koror–Babeldaob Bridge                                      | 2001           |                            |              | Einhängeträger von China bis Palau eingeschwommen |
| Sternbrücke Magdeburg                                       | 2004           | 26. Oktober 2004           | 1            |                                                   |
| Eisenbahnbrücke Sysran                                      | 2004           |                            |              | Erneuerung der Alexanderbrücke von 1880           |
| Rio-Andirrio-Brücke                                         | 2004           |                            |              | Einschwimmen der Pylone mit eigenem Auftrieb      |
| Fedafjordbrücke                                             | 2006           |                            |              | Hängebrücke zwischen steilen Berghängen           |
| Tullner Donaubrücke                                         | 2009           | 17. Juni und 10. Juli 2009 | 2            |                                                   |
| Samuel Beckett Bridge                                       | 2009           |                            | 5            | Von Rotterdam nach Dublin eingeschwommen          |
| Mainbrücke Volkach                                          | 2010           | Sommer 2010                |              |                                                   |
| Waldschlößchenbrücke                                        | 2010           | 3.–19. Dezember 2010       | 17           | Mit 10 Tagen Unterbrechung wegen Wasserstand      |
| Pont Jacques Chaban-Delmas                                  | 2012           |                            |              | Vom nördlichen Ende der Adria eingeschwommen      |
| Osthafenbrücke (seinerzeitiger Projektname: Mainbrücke Ost) | 2013           | 20.–23. August 2012        | 4            |                                                   |

## Geschichte

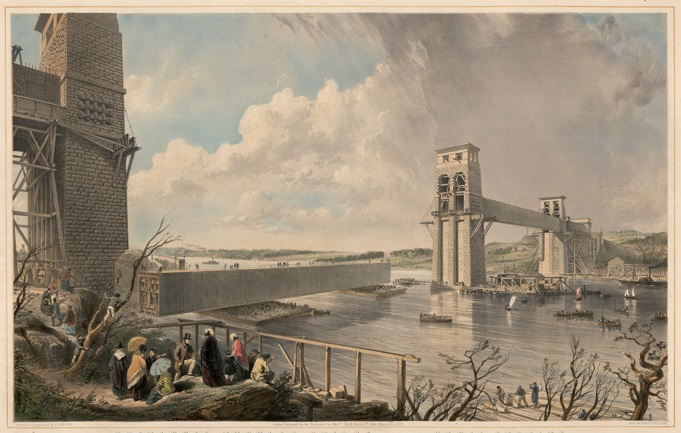
Britanniabrücke, Einschwimmen eines der Hohlkästen; Lithographie von G. Hawkings, 1850

Der erste Einschwimmvorgang lässt sich wohl nicht mehr feststellen. In England hatte James Dixon um 1822 geplant, das Lehrgerüst für den Bau einer Brücke für die Stockton and Darlington Railway über den River Tees oberhalb von Stockton einzuschwimmen. Der Plan wurde nicht ausgeführt, da eine Hängebrücke gebaut wurde.
Beim Bau der von John Rennie senior geplanten Waterloo- und London Bridges wurden die Lehrgerüste eingeschwommen.
1848 ließ Robert Stephenson die schmiedeeisernen Hohlkästen der Conwy Railway Bridge in Wales einschwimmen, mit Hilfe der Gezeiten am Fuß der Pfeiler absetzen und von hydraulischen Pressen etwa 6 m zu ihrer endgültigen Position anheben. Dies war der Vorläufer für seine wenige Kilometer entfernte Britanniabrücke, bei der in den beiden folgenden Jahren vier 144 m lange und 1800 t schwere Hohlkästen wiederum mit Hilfe der Gezeiten eingeschwommen und mit hydraulischen Pressen rund 32 m an ihre endgültige Position gehoben wurden.
1857 bis 1858 verwendete Isambard Kingdom Brunel ein ähnliches Verfahren beim Bau der Royal Albert Bridge in der Nähe von Plymouth in Südengland.
Damit war das Verfahren wohl etabliert.
Aus den nachfolgenden Projekten ist die Québec-Brücke zu nennen, deren 195 m langer und 5000 t schwerer Einhängeträger eingeschwommen wurde, sowie die zwischen 1926 und 1930 gebaute Pont de Plougastel in der Bretagne zu nennen, bei der Eugène Freyssinet ein 160 m langes und 300 t schweres Lehrgerüst einschwimmen und nur mit Hilfe der Gezeiten absetzen ließ und das Lehrgerüst auf diese Weise nacheinander für alle drei Bögen der Brücke verwendete.
Die zwischen 1963 und 1965 gebaute Zeelandbrug wurde vollständig, samt Pfahlgründung und Pfeilern, in einem Fertigteilwerk hergestellt und anschließend Stück für Stück eingeschwommen.
In Russland wurde der Gedanke des Einschwimmens beim Bau der Eisenbahnbrücke Krasnojarsk in den Jahren 1895 bis 1899 abgewandelt: deren sechs Stahlträger wurden nicht eingeschwommen, sondern im Winter über den zugefrorenen Jenissei eingeschoben.